# Brendan Behan
Brendan Behan (Dublino, 9 febbraio 1923 – Dublino, 20 marzo 1964) è stato un drammaturgo e scrittore irlandese, oltre che membro attivo dell'IRA.

## Biografia
Oltre ad essere un drammaturgo e uno scrittore, era anche un militante dell'IRA, un imbianchino, un giornalista, un eccellente interprete di ballate popolari irlandesi, e un gran bevitore; così grande che lui stesso si definì un "drinker with writing problems". L'alcool sarà la causa di importanti accadimenti della sua vita: dell'espulsione - a soli 14 anni - dal Fianna Eireann (l'organizzazione che preparava i giovani ad entrare nell'IRA), del diabete e, infine, della sua morte a soli 41 anni.
Una volta accreditatosi come scrittore di successo non si fece sfuggire l'occasione di presentarsi ubriaco in varie trasmissioni televisive inglesi e americane. 
Nonostante l'espulsione dal Fianna Eireann, Brendan Behan riuscì comunque ad entrare nell'IRA e a svolgere un ruolo operativo all'interno dell'organizzazione.
Fece varie spedizioni nel Regno Unito, ma fu arrestato in una di queste nel 1939 a Liverpool. Essendo ancora minorenne venne rinchiuso per tre anni in un carcere minorile (borstal) e proprio da questa esperienza nascerà il suo romanzo autobiografico Borstal Boy (Ragazzo del Borstal) (pubblicato nel 1958 e successivamente in Italia nel 1960 tradotto da Luciano Bianciardi). 
A soli sedici anni - età dell'arresto - dimostrò di essere pienamente consapevole dei motivi che lo spingevano a combattere per la causa irlandese e contro l'imperialismo inglese. 
I problemi con la legge non si limitarono alla reclusione nel Borstal perché nel 1942 venne condannato a 14 anni di detenzione per aver sparato (ma non ucciso) a due poliziotti irlandesi durante la commemorazione della rivolta di Pasqua.
Dopo la fine della Seconda guerra mondiale l'amnistia generale gli risparmiò dieci anni di carcere e, nel 1946, uscì di prigione. 
Nel 1947 venne imprigionato per quattro mesi, questa volta a Manchester, per aver aiutato la fuga di un prigioniero dell'IRA.
Il 1954 fu l'anno che sancì il suo ingresso nel panorama letterario del secolo con la rappresentazione della commedia drammatica The Quare Fellow (L'impiccato di domani) al Pike Theatre di Dublino, replicata due anni dopo al Theatre Royal di Londra.
La sua carriera e la sua vita vennero stroncate dal diabete e dall'alcol che, inizialmente, lo costrinsero all'immobilità, tanto da non poter più né leggere né scrivere.
Le opere di questo periodo furono incise su nastro e prendono il nome di talk books, pubblicati postumi: Brendan Behan's Island, Confessioni di un ribelle irlandese e Brendan Behan's New York.
Tra le sue opere teatrali, oltre alla già citata commedia drammatica The Quare Fellow, si ricorda L'ostaggio (The Hostage), quest'ultima tradotta dall'originale gaelico An Giall.
Scrivere in gaelico faceva infatti parte del suo sogno di ricostruzione della cultura irlandese, e questa fu la lingua in cui scrisse le sue opere giovanili pubblicate su riviste irlandesi.
In seguito (a partire dal 1950) riprese a scrivere in inglese.
La produzione di Brendan Behan comprende anche altri scritti tra cui Hold your Hour and Have Another, The Scarperer, Richard's Cork leg, The Complete Plays, Poems and a Play in Irish, e una raccolta di racconti inediti intitolata After the Wake.
Morì in seguito ad un coma epatico.

## Brendan Behan nei media
A lui è stata dedicata un'intera strofa della canzone Morte di un poeta, contenuta nell'album di debutto Riportando tutto a casa del gruppo folk Modena City Ramblers
Dal suo romanzo autobiografico Borstal Boy sono stati tratti uno spettacolo teatrale del 1967 (Borstal Boy) e un film del 2000 (Borstal Boy).
"A Hero's Death", album dei Fontaines DC, titolo estrapolato da una commedia di Behan.
Nel brano Streams of Whiskey dei The Pogues, Shane MacGowan fa riferimento a Behan nella prima strofa della canzone, immaginando di stringergli la mano e affrontare con lui discussioni filosofiche.